# Coppa del Mondo di sci alpino 1988
La Coppa del Mondo di sci alpino 1988 fu la ventidueesima edizione della manifestazione organizzata dalla Federazione Internazionale Sci; ebbe inizio il 26 novembre 1987 a Sestriere, in Italia, e si concluse il 26 marzo 1988 a Saalbach-Hinterglemm, in Austria. Nel corso della stagione si tennero a Calgary i XV Giochi olimpici invernali, non validi ai fini della Coppa del Mondo, il cui calendario contemplò dunque un'interruzione nel mese di febbraio.
In questa stagione fu modificato il metodo di calcolo dei punteggi, eliminando le restrizioni introdotte nella stagione 1978-1979 secondo le quali potevano essere conteggiati ai fini della classifica generale solo i punti di un numero limitato di gare per specialità: da questa stagione quindi la classifica generale fu stilata sommando tutti i punti ottenuti nelle singole prove.
In campo maschile furono disputate 30 gare (10 discese libere, 4 supergiganti, 6 slalom giganti, 8 slalom speciali, 2 combinate), in 15 diverse località. Lo svizzero Pirmin Zurbriggen si aggiudicò sia la Coppa del Mondo generale, sia quelle di discesa libera e di supergigante; l'italiano Alberto Tomba vinse le Coppe di slalom gigante e di slalom speciale. Zurbriggen era il detentore uscente della Coppa generale.
In campo femminile furono disputate 28 gare (8 discese libere, 4 supergiganti, 6 slalom giganti, 8 slalom speciali, 2 combinate), in 14 diverse località. La svizzera Michela Figini si aggiudicò sia la Coppa del Mondo generale, sia quella di discesa libera e di supergigante; la jugoslava Mateja Svet vinse la Coppa di slalom gigante e l'austriaca Roswitha Steiner quella di slalom speciale. La svizzera Maria Walliser era la detentrice uscente della Coppa generale.

## Uomini

### Risultati
| Data             | Località             | Nazione     | Pista     | Spec. | Primo             | Secondo              | Terzo                   |
| ---------------- | -------------------- | ----------- | --------- | ----- | ----------------- | -------------------- | ----------------------- |
| 27 novembre 1987 | Sestriere            | Italia      |           | SL    | Alberto Tomba     | Jonas Nilsson        | Günther Mader           |
| 29 novembre 1987 | Sestriere            | Italia      |           | GS    | Alberto Tomba     | Ingemar Stenmark     | Joël Gaspoz             |
| 7 dicembre 1987  | Val-d'Isère          | Francia     |           | DH    | Daniel Mahrer     | Pirmin Zurbriggen    | Michael Mair            |
| 12 dicembre 1987 | Val Gardena          | Italia      | Saslong   | DH    | Rob Boyd          | Pirmin Zurbriggen    | Brian Stemmle           |
| 13 dicembre 1987 | Alta Badia           | Italia      | Gran Risa | GS    | Alberto Tomba     | Rudolf Nierlich      | Joël Gaspoz Hans Pieren |
| 16 dicembre 1987 | Madonna di Campiglio | Italia      | 3-Tre     | SL    | Alberto Tomba     | Rudolf Nierlich      | Bojan Križaj            |
| 19 dicembre 1987 | Kranjska Gora        | Jugoslavia  | Podkoren  | GS    | Helmut Mayer      | Pirmin Zurbriggen    | Hubert Strolz           |
| 20 dicembre 1987 | Kranjska Gora        | Jugoslavia  | Podkoren  | SL    | Alberto Tomba     | Richard Pramotton    | Günther Mader           |
| 9 gennaio 1988   | Val-d'Isère          | Francia     |           | DH    | Pirmin Zurbriggen | Anton Steiner        | Marc Girardelli         |
| 10 gennaio 1988  | Val-d'Isère          | Francia     |           | SG    | Markus Wasmeier   | Franck Piccard       | Pirmin Zurbriggen       |
| 12 gennaio 1988  | Lienz                | Austria     |           | SL    | Bernhard Gstrein  | Alberto Tomba        | Jonas Nilsson           |
| 16 gennaio 1988  | Bad Kleinkirchheim   | Austria     |           | DH    | Peter Müller      | Pirmin Zurbriggen    | Franck Piccard          |
| 17 gennaio 1988  | Bad Kleinkirchheim   | Austria     |           | SL    | Alberto Tomba     | Thomas Stangassinger | Bernhard Gstrein        |
| 17 gennaio 1988  | Bad Kleinkirchheim   | Austria     |           | KB    | Hubert Strolz     | Markus Wasmeier      | Franck Piccard          |
| 19 gennaio 1988  | Saas-Fee             | Svizzera    |           | GS    | Alberto Tomba     | Günther Mader        | Helmut Mayer            |
| 23 gennaio 1988  | Leukerbad            | Svizzera    |           | DH    | Michael Mair      | Giorgio Piantanida   | Alex Perathoner         |
| 24 gennaio 1988  | Leukerbad            | Svizzera    |           | DH    | Daniel Mahrer     | Franz Heinzer        | Igor Cigolla            |
| 25 gennaio 1988  | Leukerbad            | Svizzera    |           | SG    | Felix Belczyk     | Pirmin Zurbriggen    | Heinz Holzer            |
| 29 gennaio 1988  | Schladming           | Austria     |           | DH    | Pirmin Zurbriggen | Franz Heinzer        | Peter Dürr              |
| 30 gennaio 1988  | Schladming           | Austria     |           | GS    | Rudolf Nierlich   | Hubert Strolz        | Helmut Mayer            |
| 11 marzo 1988    | Beaver Creek         | Stati Uniti |           | DH    | Franz Heinzer     | Christophe Plé       | Marc Girardelli         |
| 12 marzo 1988    | Beaver Creek         | Stati Uniti |           | DH    | Peter Müller      | Donald Stevens       | Marc Girardelli         |
| 13 marzo 1988    | Beaver Creek         | Stati Uniti |           | SG    | Franck Piccard    | Markus Wasmeier      | Marc Girardelli         |
| 19 marzo 1988    | Åre                  | Svezia      |           | SL    | Alberto Tomba     | Felix McGrath        | Günther Mader           |
| 20 marzo 1988    | Åre                  | Svezia      |           | DH    | Karl Alpiger      | Danilo Sbardellotto  | Franz Heinzer           |
| 20 marzo 1988    | Åre                  | Svezia      |           | KB    | Günther Mader     | Pirmin Zurbriggen    | Hubert Strolz           |
| 22 marzo 1988    | Oppdal               | Norvegia    |           | SL    | Alberto Tomba     | Tetsuya Okabe        | Paul Frommelt           |
| 24 marzo 1988    | Saalbach-Hinterglemm | Austria     |           | SG    | Martin Hangl      | Hubert Strolz        | Marc Girardelli         |
| 25 marzo 1988    | Saalbach-Hinterglemm | Austria     |           | GS    | Martin Hangl      | Marc Girardelli      | Pirmin Zurbriggen       |
| 26 marzo 1988    | Saalbach-Hinterglemm | Austria     |           | SL    | Paul Frommelt     | Armin Bittner        | Hubert Strolz           |

Legenda:

DH = discesa libera

SG = supergigante

GS = slalom gigante

SL = slalom speciale

KB = combinata

### Classifiche

#### Generale

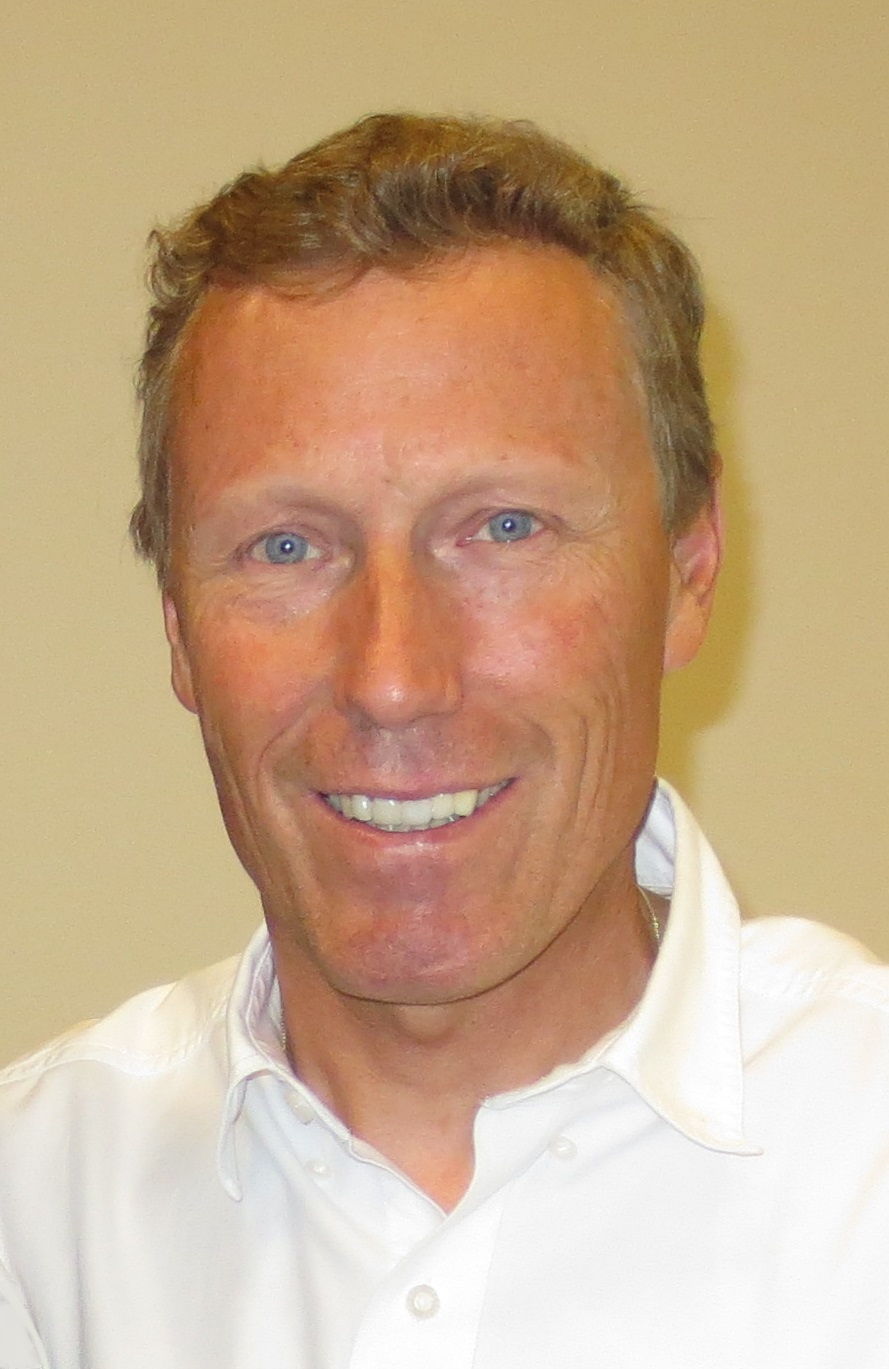
Pirmin Zurbriggen nel 2014

| Pos. | Nome              | Nazione        | Punti |
| ---- | ----------------- | -------------- | ----- |
| 1    | Pirmin Zurbriggen | Svizzera       | 310   |
| 2    | Alberto Tomba     | Italia         | 281   |
| 3    | Hubert Strolz     | Austria        | 190   |
| 4    | Günther Mader     | Austria        | 189   |
| 5    | Marc Girardelli   | Lussemburgo    | 142   |
| 6    | Markus Wasmeier   | Germania Ovest | 138   |
| 7    | Franck Piccard    | Francia        | 123   |
| 8    | Franz Heinzer     | Svizzera       | 112   |
| 9    | Peter Müller      | Svizzera       | 109   |
| 10   | Michael Mair      | Italia         | 108   |

#### Discesa libera
| Pos. | Nome              | Nazione  | Punti |
| ---- | ----------------- | -------- | ----- |
| 1    | Pirmin Zurbriggen | Svizzera | 122   |
| 2    | Michael Mair      | Italia   | 108   |
| 3    | Rob Boyd          | Canada   | 94    |
| 3    | Franz Heinzer     | Svizzera | 94    |
| 5    | Peter Müller      | Svizzera | 90    |

#### Supergigante
| Pos. | Nome              | Nazione        | Punti |
| ---- | ----------------- | -------------- | ----- |
| 1    | Pirmin Zurbriggen | Svizzera       | 58    |
| 2    | Markus Wasmeier   | Germania Ovest | 57    |
| 3    | Franck Piccard    | Francia        | 54    |
| 4    | Marc Girardelli   | Lussemburgo    | 38    |
| 5    | Hubert Strolz     | Austria        | 31    |

#### Slalom gigante
| Pos. | Nome              | Nazione  | Punti |
| ---- | ----------------- | -------- | ----- |
| 1    | Alberto Tomba     | Italia   | 82    |
| 2    | Hubert Strolz     | Austria  | 69    |
| 3    | Helmut Mayer      | Austria  | 67    |
| 4    | Pirmin Zurbriggen | Svizzera | 65    |
| 5    | Günther Mader     | Austria  | 57    |

#### Slalom speciale
| Pos. | Nome          | Nazione        | Punti |
| ---- | ------------- | -------------- | ----- |
| 1    | Alberto Tomba | Italia         | 170   |
| 2    | Günther Mader | Austria        | 69    |
| 3    | Felix McGrath | Stati Uniti    | 53    |
| 4    | Armin Bittner | Germania Ovest | 52    |
| 4    | Paul Frommelt | Liechtenstein  | 52    |

#### Combinata
Nel 1988 fu anche stilata la classifica della combinata, sebbene non venisse assegnato alcun trofeo al vincitore.
| Pos. | Nome              | Nazione        | Punti |
| ---- | ----------------- | -------------- | ----- |
| 1    | Hubert Strolz     | Austria        | 40    |
| 2    | Günther Mader     | Austria        | 37    |
| 3    | Franck Piccard    | Francia        | 27    |
| 4    | Markus Wasmeier   | Germania Ovest | 20    |
| 4    | Pirmin Zurbriggen | Svizzera       | 20    |

## Donne

### Risultati
| Data             | Località             | Nazione     | Pista    | Spec. | Prima                  | Seconda                          | Terza                                |
| ---------------- | -------------------- | ----------- | -------- | ----- | ---------------------- | -------------------------------- | ------------------------------------ |
| 26 novembre 1987 | Sestriere            | Italia      |          | SL    | Blanca Fernández Ochoa | Mateja Svet                      | Vreni Schneider                      |
| 28 novembre 1987 | Sestriere            | Italia      |          | SG    | Sigrid Wolf            | Mateja Svet                      | Sylvia Eder                          |
| 30 novembre 1987 | Courmayeur           | Italia      |          | SL    | Anita Wachter          | Ida Ladstätter                   | Ulrike Maier                         |
| 4 dicembre 1987  | Val-d'Isère          | Francia     |          | DH    | Maria Walliser         | Michela Figini                   | Zoë Haas                             |
| 5 dicembre 1987  | Val-d'Isère          | Francia     |          | DH    | Chantal Bournissen     | Marina Kiehl                     | Ulrike Stanggassinger                |
| 11 dicembre 1987 | Leukerbad            | Svizzera    |          | DH    | Michela Figini         | Sigrid Wolf                      | Brigitte Oertli                      |
| 12 dicembre 1987 | Leukerbad            | Svizzera    |          | SG    | Michela Figini         | Sylvia Eder                      | Regine Mösenlechner                  |
| 13 dicembre 1987 | Leukerbad            | Svizzera    |          | SL    | Ida Ladstätter         | Camilla Nilsson                  | Blanca Fernández Ochoa               |
| 13 dicembre 1987 | Leukerbad            | Svizzera    |          | KB    | Brigitte Oertli        | Anita Wachter                    | Karen Percy                          |
| 19 dicembre 1987 | Piancavallo          | Italia      |          | SL    | Christa Kinshofer      | Patricia Chauvet                 | Veronika Šarec                       |
| 20 dicembre 1987 | Piancavallo          | Italia      |          | GS    | Catherine Quittet      | Vreni Schneider                  | Michela Figini                       |
| 5 gennaio 1988   | Tignes               | Francia     |          | GS    | Vreni Schneider        | Catherine Quittet                | Carole Merle                         |
| 6 gennaio 1988   | Tignes               | Francia     |          | GS    | Carole Merle           | Maria Walliser                   | Blanca Fernández Ochoa               |
| 9 gennaio 1988   | Lech                 | Austria     |          | SG    | Zoë Haas               | Catherine Quittet                | Michela Figini                       |
| 14 gennaio 1988  | Zinal                | Svizzera    |          | DH    | Michela Figini         | Karen Percy                      | Petra Kronberger                     |
| 16 gennaio 1988  | Zinal                | Svizzera    |          | DH    | Maria Walliser         | Michela Figini                   | Brigitte Oertli                      |
| 18 gennaio 1988  | Saas-Fee             | Svizzera    |          | SL    | Brigitte Oertli        | Vreni Schneider                  | Patricia Chauvet                     |
| 23 gennaio 1988  | Bad Gastein          | Austria     |          | DH    | Béatrice Gafner        | Brigitte Oertli                  | Veronika Wallinger                   |
| 24 gennaio 1988  | Bad Gastein          | Austria     |          | SL    | Vreni Schneider        | Christa Kinshofer                | Corinne Schmidhauser                 |
| 24 gennaio 1988  | Bad Gastein          | Austria     |          | KB    | Brigitte Oertli        | Vreni Schneider                  | Petra Kronberger                     |
| 30 gennaio 1988  | Kranjska Gora        | Jugoslavia  | Podkoren | GS    | Mateja Svet            | Vreni Schneider                  | Blanca Fernández Ochoa Anita Wachter |
| 31 gennaio 1988  | Kranjska Gora        | Jugoslavia  | Podkoren | SL    | Mateja Svet            | Vreni Schneider Roswitha Steiner |                                      |
| 5 marzo 1988     | Aspen                | Stati Uniti |          | DH    | Brigitte Oertli        | Regine Mösenlechner              | Heidi Zeller-Bähler                  |
| 6 marzo 1988     | Aspen                | Stati Uniti |          | SL    | Roswitha Steiner       | Anita Wachter                    | Monika Maierhofer                    |
| 7 marzo 1988     | Aspen                | Stati Uniti |          | GS    | Christina Meier        | Blanca Fernández Ochoa           | Ulrike Maier                         |
| 12 marzo 1988    | Rossland             | Canada      |          | DH    | Michela Figini         | Brigitte Oertli                  | Veronika Wallinger                   |
| 13 marzo 1988    | Rossland             | Canada      |          | SG    | Michela Figini         | Ulrike Maier                     | Anita Wachter                        |
| 23 marzo 1988    | Saalbach-Hinterglemm | Austria     |          | GS    | Mateja Svet            | Anita Wachter                    | Ulrike Maier                         |

Legenda:

DH = discesa libera

SG = supergigante

GS = slalom gigante

SL = slalom speciale

KB = combinata

### Classifiche

#### Generale
| Pos. | Nome                   | Nazione    | Punti |
| ---- | ---------------------- | ---------- | ----- |
| 1    | Michela Figini         | Svizzera   | 244   |
| 2    | Brigitte Oertli        | Svizzera   | 226   |
| 3    | Anita Wachter          | Austria    | 211   |
| 4    | Blanca Fernández Ochoa | Spagna     | 190   |
| 5    | Vreni Schneider        | Svizzera   | 185   |
| 6    | Mateja Svet            | Jugoslavia | 167   |
| 7    | Maria Walliser         | Svizzera   | 143   |
| 8    | Ulrike Maier           | Austria    | 132   |
| 9    | Catherine Quittet      | Francia    | 116   |
| 10   | Sigrid Wolf            | Austria    | 110   |

#### Discesa libera
| Pos. | Nome               | Nazione  | Punti |
| ---- | ------------------ | -------- | ----- |
| 1    | Michela Figini     | Svizzera | 143   |
| 2    | Brigitte Oertli    | Svizzera | 119   |
| 3    | Maria Walliser     | Svizzera | 82    |
| 4    | Karen Percy        | Canada   | 59    |
| 4    | Veronika Wallinger | Austria  | 59    |

#### Supergigante
| Pos. | Nome                   | Nazione        | Punti |
| ---- | ---------------------- | -------------- | ----- |
| 1    | Michela Figini         | Svizzera       | 65    |
| 2    | Sylvia Eder            | Austria        | 45    |
| 3    | Blanca Fernández Ochoa | Spagna         | 40    |
| 3    | Regine Mösenlechner    | Germania Ovest | 40    |
| 5    | Sigrid Wolf            | Austria        | 36    |

#### Slalom gigante
| Pos. | Nome                   | Nazione    | Punti |
| ---- | ---------------------- | ---------- | ----- |
| 1    | Mateja Svet            | Jugoslavia | 87    |
| 2    | Catherine Quittet      | Francia    | 78    |
| 3    | Vreni Schneider        | Svizzera   | 76    |
| 4    | Anita Wachter          | Austria    | 74    |
| 5    | Blanca Fernández Ochoa | Spagna     | 66    |

#### Slalom speciale
| Pos. | Nome                   | Nazione        | Punti |
| ---- | ---------------------- | -------------- | ----- |
| 1    | Roswitha Steiner       | Austria        | 87    |
| 2    | Vreni Schneider        | Svizzera       | 80    |
| 3    | Anita Wachter          | Austria        | 75    |
| 4    | Blanca Fernández Ochoa | Spagna         | 73    |
| 5    | Christa Kinshofer      | Germania Ovest | 67    |

#### Combinata
Nel 1988 fu anche stilata la classifica della combinata, sebbene non venisse assegnato alcun trofeo alla vincitrice.
| Pos. | Nome             | Nazione  | Punti |
| ---- | ---------------- | -------- | ----- |
| 1    | Brigitte Oertli  | Svizzera | 50    |
| 2    | Anita Wachter    | Austria  | 32    |
| 3    | Petra Kronberger | Austria  | 24    |
| 3    | Karen Percy      | Canada   | 24    |
| 5    | Vreni Schneider  | Svizzera | 20    |